# Зефиров, Лев Николаевич
Лев Никола́евич Зефи́ров (26 октября 1926, Казань — 1 октября 1996, Казань) — советский и российский физиолог, доктор биологических наук, профессор Казанского государственного университета.

## Биография
Родился 26 октября 1926 года в Казани.
Окончил Казанский государственный медицинский институт.
Защитил кандидатскую диссертацию под руководством члена-корреспондента АМН СССР Алексея Васильевича Кибякова.
Работал в должности доцента кафедры нормальной физиологии Казанского государственного медицинского института.
С 1965 года работал на биолого-почвенном факультете Казанского государственного университета. Заведовал кафедрой физиологии человека и животных КГУ с 1965 по 1991 год.
В 1991 году вышел на пенсию по состоянию здоровья, передав заведование кафедрой своему ученику профессору Валерию Ивановичу Алатыреву.
Скончался 1 октября 1996 года в Казани. Похоронен на Арском кладбище.

### Семья
- Сын — Андрей Львович Зефиров (род. 1950), академик РАН, декан лечебного факультета Казанского государственного медицинского университета.
- Сын — Тимур Львович Зефиров (род. 1955), профессор Казанского государственного университета, заведующий кафедрой охраны здоровья человека.

## Научная деятельность
Доктор биологических наук с 1969 года. Профессор с 1969 года.
Научные интересы:
- нейрофизиология,
- медиаторы в деятельности и регуляции двигательного аппарата.

Установил регуляторную роль медиатора ацетилхолина в нервно-мышечном препарате.
Участвовал во внедрении микроэлектродного метода изучения нервно-мышечного соединения, разработанного доцентом Н. И. Плещинским.
Совместно с В. И. Алатыревым освоил внеклеточную регистрацию спонтанной активности нейронов спинного мозга теплокровных животных.
Занимался изучением электрической активности головного мозга (совместно с доцентом Г. А. Аминевым).
Возродил на кафедре клиническое направление исследований вместе со своим учеником В. И. Алатыревым. Совместно с другими сотрудниками кафедры занимался экспериментальными и клиническими исследованиями физиологических механизмов контрактур.
Руководил прикладными исследованиями в области физиологии труда:
- разработкой режимов труда и отдыха для рабочих химической промышленности (совместно с Б. И. Володиным и В. А. Ивановым),
- изучением вопросов профессиональной пригодности и отбора на рабочие специальности в моторостроении (с участием доцента Р. А. Маринович).

Руководил разработкой приборов для психофизиологических исследований в созданной при кафедре лаборатории физиологической электроники.
По его инициативе с 1967 года были организованы «Самойловские чтения» — научно-практические конференции, посвящённые обзору современных достижений в области физиологии и памятным историческим событиям Казанской физиологической школы.

## Публикации
- Медиаторы: обмен, физиологическая роль и фармакология / Л. Н. Зефиров, Г. М. Рахманкулова. — Казань : Издательство Казанского университета, 1975. — 185 с. : ил.
- Постишемические изменения функций спинного мозга / В. И. Алатырев, Н. В. Звездочкина, Л. Н. Зефиров. — Казань : Издательство Казанского университета, 1982. — 94 с. : ил.
- Электромиография брюшной стенки в диагностике острых заболеваний органов живота / Под ред Л. Н. Зефирова. — Казань: Изд-во Казан. ун-та, 1978.
- Алатырев В. И., Зефиров Л. Н. Защитное напряжение мышц брюшной стенки и физиологические механизмы. — Казань: Изд-во Казан. ун-та, 1971. — С. 137.
- Зефиров Л. Н., Алатырев В. И., Еремеев А. М. О супраспинальном контроле интенсивных висцеральных влияний на скелетные мышцы // Управление деятельностью висцеральных систем. — Л.: Наука, 1983. — С. 23-33.
- Зефиров Л. Н., Алатырев В. И. Тонические защитные рефлексы скелетных мышц при интенсивных висцеральных влияниях // Регуляция висцеральных функций. Закономерности и механизмы. — Л.: Наука, 1987. — С. 91-102.